# Carpe diem
Carpe diem latinska je izreka koju je prvi upotrijebio rimski pjesnik Horacije. Doslovni prijevod jest iskoristi dan.